# Effet suspensif
L'effet suspensif est un concept de droit désignant la suspension d'une décision judiciaire ou administrative, lors d'un recours (ou appel) contre celle-ci.
En vertu de l'effet suspensif, la décision contestée n'est temporairement pas exécutée, tant que le recours n'a pas été définitivement tranché.
A contrario, dans le cas d'un appel non suspensif, une exécution provisoire de la peine peut être décidée.

## Par pays

### Québec (Canada)
En droit québécois, l'article 355 du Code de procédure civile énonce que l'appel régulièrement formé suspend l’exécution du jugement, sauf pour les cas où l’exécution provisoire est ordonnée et ceux où la loi y pourvoit,.
Il faut distinguer l'effet suspensif de l'appel, l'interruption de la prescription, et la suspension de la prescription. L'interruption de la prescription interrompt l'écoulement du délai de prescription ; elle est régie par les articles 2889 à 2903 du Code civil du Québec et elle survient notamment lors du dépôt d'une demande en justice. La suspension de la prescription trouve application pour les situations factuelles énoncées aux articles 2904 à 2909 C.c.Q., pour lesquelles le législateur prévoit que la suspension ne court pas.

### Suisse
En droit suisse, l'effet suspensif s'applique généralement aux jugements faisant l’objet d'un appel,.

## Notions apparentées
- Effet dévolutif : le tribunal en question perd ses compétences dans cette affaire.
- Effet réformatoire : l'instance suivante prend une nouvelle décision qui remplace la première.